# Bank of the West Classic 2014
Il Bank of the West Classic 2014 è stato un torneo di tennis giocato sul cemento. È stata la 44ª edizione del Bank of the West Classic, che fa parte della categoria Premier nell'ambito del WTA Tour 2014. Si è giocato al Taube Tennis Center di Stanford in California dal 28 luglio al 3 agosto 2014.

## Partecipanti

### Teste di serie
| Nazionalità | Giocatrice           | Ranking* | Testa di serie |
| ----------- | -------------------- | -------- | -------------- |
| Stati Uniti | Serena Williams      | 1        | 1              |
| Polonia     | Agnieszka Radwańska  | 5        | 2              |
| Germania    | Angelique Kerber     | 8        | 3              |
| Bielorussia | Viktoryja Azaranka   | 10       | 4              |
| Serbia      | Ana Ivanović         | 11       | 5              |
| Slovacchia  | Dominika Cibulková   | 12       | 6              |
| Spagna      | Carla Suárez Navarro | 16       | 7              |
| Germania    | Andrea Petković      | 18       | 8              |

- Ranking al 21 luglio 2014.

### Altre partecipanti
Giocatrici che hanno ricevuto una wild card:
- Kristie Ahn
- Viktoryja Azaranka
- Venus Williams

Giocatrici passate dalle qualificazioni:

- Sachia Vickery
- Carol Zhao
- Paula Kania
- Naomi Ōsaka

## Campionesse

### Singolare
Serena Williams ha sconfitto in finale  Angelique Kerber per 7–6(1), 6–3.
- È il sessantunesimo titolo in carriera per la Williams, il quarto dell'anno.

### Doppio
Garbiñe Muguruza /  Carla Suárez Navarro hanno sconfitto in finale  Paula Kania /  Kateřina Siniaková per 6–2, 4–6, [10–5].